# راسيل جونز (لاعب هوكي جليد)
راسيل جونز (بالإنجليزية: Russell Jones)‏ هو لاعب هوكي جليد أسترالي، ولد في 1 سبتمبر 1926 في Carlton, Victoria ‏ في أستراليا، وتوفي في 1 أكتوبر 2012.

## وصلات خارجية
- راسيل جونز على موقع أوليمبيديا (الإنجليزية)